# Zeleneč (Slovacchia)
Zeleneč (in ungherese Szelincs) è un comune della Slovacchia facente parte del distretto di Trnava, nella regione omonima.